# Francisco Muzzi
Francisco Muzzi (Italia, XVIII secolo – 1802) è stato un pittore, scenografo e illustratore italiano naturalizzato brasiliano. È noto anche con i nomi di João Francisco Muzzi, João Florêncio Muzzi e João Florêncio Muggio.

## Biografia
Esistono scarse notizie sulla vita e sull'attività di João Francisco Muzzi. Ciò che è certo è che fosse di origine italiana e che vivesse a Rio de Janeiro, ove operò come pittore, scenografo e illustratore nella seconda metà del XVIII secolo.
Probabilmente studiò a Rio de Janeiro con José de Oliveira Rosa, che insegnava la prospettiva dell'italiano Andrea Pozzo, con Trompe-l'œil scenografici spesso impiegati nella decorazione delle chiese. Iniziò la sua carriera di scenografo del teatro dell'Opera, fondato nel 1767 da padre Ventura e successivamente passò al Teatro di Manuel Luís; è considerato il primo scenografo professionista del Brasile. Nel 1789 dipinge due quadri "Fatale e rapido incendio" e "Ricostruzione", in cui viene rappresentato un fatto di cronaca che interessò il convento di Nostra Signora del Parto: le opere sono oggi esposte nel Museu do Açude di Rio de Janeiro. Un atlante botanico, pubblicato nel 1790, possiede alcune illustrazioni a lui attribuite.